# Prezydenci Malawi
Prezydent Malawi jest jednocześnie głową państwa i szefem rządu. Prezydent jest wybierany w wyborach powszechnych na 5-letnią kadencję. Urząd można sprawować maksymalnie przez dwie kadencje. Obecnym prezydentem jest Lazarus Chakwera.
| #                 | Imię i nazwisko                   | Portret | Objął urząd     | Zdał urząd      | Partia polityczna               |
| ----------------- | --------------------------------- | ------- | --------------- | --------------- | ------------------------------- |
| Prezydenci Malawi |                                   |         |                 |                 |                                 |
| 1                 | Hastings Kamuzu Banda (1898–1997) |         | 6 lipca 1966    | 21 maja 1994    | Partia Kongresowa Malawi        |
| 2                 | Bakili Muluzi (1943–)             |         | 21 maja 1994    | 24 maja 2004    | Zjednoczony Front Demokratyczny |
| 3                 | Bingu wa Mutharika (1934–2012)    |         | 24 maja 2004    | 5 kwietnia 2012 | Demokratyczna Partia Postępowa  |
| 4                 | Joyce Banda (1950–)               |         | 5 kwietnia 2012 | 31 maja 2014    | Partia Ludowa Malawi            |
| 5                 | Peter Mutharika (1940–)           |         | 31 maja 2014    | 28 czerwca 2020 | Demokratyczna Partia Postępowa  |
| 6                 | Lazarus Chakwera (1955–)          |         | 28 czerwca 2020 | nadal urzęduje  | Partia Kongresowa Malawi        |